# Ружичка, Адам
Адам Ружичка (словац. Adam Ružička; род. 11 мая 1999, Братислава) — словацкий хоккеист, нападающий сборной Словакии.

## Клубная карьера

### Ранние годы
Ружичка родился 11 мая 1999 года в Братиславе в семье Иветы и Эдуарда. Его отец изначально хотел отдать его в теннис, но мать убедила выбрать хоккей. В детстве он играл на позиции центрального нападающего, его кумиром был Яромир Ягр из «Питтсбург Пингвинз». Выросший в Словакии, Ружичка тренировался в различных хоккейных школах, в том числе в «Свиштове». Позже перешёл в академию братиславского «Слована», в которой выступал в командах различных возрастов. В 2014 году присоединился к молодёжной команде пардубицкого «Динамо», в составе которой набрал 30 очков в 30 играх, после чего представлял Словакию на чемпионате мира среди юниорских команд. Чтобы свободно продолжить играть в хоккей, Ружичка и его мать два года жили в Пардубице, где он тренировался с репетитором по английскому языку, чтобы улучшить свои языковые навыки. Его атакующие способности привлекли к нему внимание из Континентальной хоккейной лиги, и в конечном итоге он был выбран 14-м номером в общем зачёте братиславским «Слованом» на ярмарке юниоров КХЛ. «Сарния Стинг» из Хоккейной лиги Онтарио также выбрал Ружичку во втором раунде импорт-драфта CHL 2016 года. В конце концов он решил переехать в Северную Америку из-за неблагоприятных условий, с которыми он столкнулся как иностранный игрок в Чехии.

### Молодёжная карьера
Ружичка переехал в Северную Америку и присоединился к клубу «Сарния Стинг» в сезоне 2016/17. К декабрю 2016 года он вошёл в пятёрку лучших новичков CHL, забросив 12 шайб и набрав 22 очка за команду. В декабре Ружичка набрал рекордные для себя в карьере четыре очка в победном матче над клубом «Гуэлф Шторм» со счётом 5:4 и 11 декабря 2016 года получил награду «Игрок недели». Он также был выбран представлять «сборную Черри» на матче лучших проспектов CHL/НХЛ 2017 года в качестве игрока, подходящего для участия в драфте НХЛ 2017 года. В январе 2017 года Ружичка занял 27-е место среди всех подходящих молодых игроком Северной Америки для драфта НХЛ по версии Центрального скаутского бюро НХЛ. Ружичка продолжал совершенствоваться по ходу сезона и забросил 12 шайб и отдал 10 передач в первых 32 играх сезона. После этого он заявил, что всё ещё адаптируется к канадскому стилю хоккея и надеется улучшить свои результаты до конца сезона. В марте 2017 года он был признан новичком месяца по итогам февраля в хоккейной лиге Онтарио, набрав 12 очков, а также помог «Стингу» выйти в плей-офф Западной конференции.
Ружичка финишировал в сезоне четвёртым бомбардиров в «Стинге» в сезоне 2016/17 с 25 шайбами и 21 передачей, набрав 46 очков в 61 игре. По итогам сезона Ружичка был включён во вторую команду новичков OHL и привлёк к себе внимание как к перспективному игроку, имеющему право на участие в драфте НХЛ. Центральное скаутское бюро НХЛ также поставил Ружичку на 37-е место в своём окончательном рейтинге среди лучших молодых игроков Северной Америки, допущенных к участию в драфте 2017 года. Кроме того, он занял 48-е место в рейтинге Международной скаутской службы и 59-е место в рейтинге Future Considerations. 24 июня 2017 года «Калгари Флэймз» выбрали Ружичку в четвёртом раунде драфта НХЛ 2017 года под общим 109-м номером. После драфта скаут «Флэймз» Фред Паркер отметил его навыки, но признал, что ему всё ещё трудно разобраться в хоккейном стиле игры в Северной Америке. Впоследствии он участвовал в лагере новичков НХЛ «Флэймз», но вернулся в «Сарния Стинг» на сезон 2017/18. В сезоне 2017/18 он забросил 36 шайб и набрал 72 очка в 63 играх. 9 января 2019 года его обменяли в «Садбери Вулвз» в обмен на три выбора на драфте. Ружичка уверенно влился в составе «Вулвз», забросив 24 шайбы и набрав 41 очко в 30 играх сезона 2018/19. Он также набрал 10 очков в восьми играх плей-офф. 12 апреля 2019 года, после завершения сезона «Садбери Вулвз», Ружичка подписал трёхлетний контракт новичка с «Калгари Флэймз».

### Профессиональная карьера
Весь свой первый профессиональный сезон Ружичка провёл в фарм-клубе «Калгари Флэймз» — «Стоктон Хит» в Американской хоккейной лиге, и набрал 27 (10+17) очков в 54 играх. Из-за продолжающейся пандемии COVID-19, «Стоктон Хит» провёл сезон 2020/21 в Калгари в составе недавно сформированного северного дивизиона. «Флэймз» отозвали Ружичку из «Стоктона» 12 апреля 2021 года, но через пять дней вернули его в АХЛ, так и позволив сыграть ни в одной игры в НХЛ. Он установил рекорд франшизы «Стоктон Хита», записав за один сезон четыре игры с тремя набранными очками подряд. Ружичка дебютировал в Национальной хоккейной лиге 16 мая 2021 года, победив в овертайме «Ванкувер Кэнакс» со счётом 6:5. В сезоне 2020/21 он сыграл три игры и сделав одну результативную передачу.
В сезоне 2021/22 Ружичка выступал и за «Калгари» и за «Стоктон», сыграв 28 игр за «Флэймз», забросив пять шайб и набрав десять очков, а также сыграв 16 игр за «Хит», забросив 11 шайб и набрав 20 очков. Свою первую шайбу в НХЛ забросил 7 декабря 2021 года в матче с «Сан-Хосе Шаркс» (3:5). 21 сентября 2022 года Ружичка продлил контракт с «Калгари Флеймз» на два года. В сезоне 2022/23 он набрав 20 очков в первых 25 играх, играя в первой тройке нападения. Однако впоследствии его результативность снизилась и он стал не попадать в состав. Ружичка начал сезон 2023/24 в составе «Флэймз», выступал во второй линии нападения и вначале сезона набирал очки, однако позже его результативность снизилась. Он сыграл в 30 играх, забросил три шайбы и отдал шесть передач. 24 января 2024 года Ружичка был выставлен на драфт отказов. 25 января 2024 года «Аризона Койотис» забрала Ружичку с драфта отказов. Он сыграл в трёх играх за «Койотис» и не забросил ни одной шайбы. 23 февраля 2024 года «Аризона Койотис» выставила Ружичку на безоговорочный драфт отказ с намерением расторгнуть его контракт после того, как он разместил в Instagram видео, на котором он изображён с белым порошком, напоминающим кокаин.
29 мая 2024 года заключил однолетний контракт с московским «Спартаком», выступающим в Континентальной хоккейной лиге. 17 октября 2024 года сделал хет-трик в ворота «Авангарда» в гостях (6:5), «Спартак» победил в основное время, уступая 2:4 в третьем периоде. Адам стал вторым словацким хоккеистом по фамилии Ружичка, который сделал хет-трик в составе «Спартака» в КХЛ, ранее в 2008 году это удалось Штефану Ружичке, который позднее также отметился хет-триком в КХЛ, выступая за «Авангард». 13 апреля 2025 года сделал хет-трик в матче Кубка Гагарина против «Салавата Юлаева». При этом Ружичка сравнял счёт за одну секунду до конца основного времени матча, а затем принёс «Спартаку» победу на второй минуте овертайма (5:4).

## Карьера в сборной
Первый международный опыт Ружичка получил на Европейском зимнем юношеском олимпийском фестивале 2015 года, где он занял пятое место вместе со своей сборной. Позже он участвовал в чемпионатах мира среди юниорских команд в 2016 и 2017 годах и чемпионатах мира среди молодёжных команд в 2017, 2018 и 2019 годах. Принимал участие в квалификации к зимним Олимпийским играм в Пекине 2022 года в составе сборной Словакии.

## Достижения
- Вхождение во вторую сборную новичков OHL: 2017[13]

## Статистика
| Легенда | Легенда                    | Легенда | Легенда                   | Легенда | Легенда    |
| ------- | -------------------------- | ------- | ------------------------- | ------- | ---------- |
| И       | Количество проведённых игр | Штр     | Штрафное время            | +/−     | Плюс-минус |
| Г       | Голы                       | П       | Голевые передачи          | О       | Очки       |
| -       | Статистика неизвестна      | —       | Статистика не учитывалась |         |            |